# اوآنا بان
اوآنا بان (رومانیایی: Oana Ban زادهٔ ۱۱ ژانویهٔ ۱۹۸۶) ژیمناست اهل رومانی است.